# Tohle je Sparta!
Tohle je Sparta! (v anglickém originálu Meet the Spartans) je americká filmová komedie z roku 2008, parodující zejména snímek 300: Bitva u Thermopyl.

## Děj
Film začíná kontrolou narozených spartských dětí. Nejdříve přichází na řadu dítě, které vypadá jako Shrek (narážka na film Shrek Třetí), které neprojde a je svrženo z hory. U dalšího dítěte kontrolor řekne, že jestli je to Vietnamec, prvně zkusí nalákat Brangelinu (Brad Pitt a Angelina Jolie). Jako poslední přijde na řadu malý Leonidas, který má od malička břišní svaly, bicepsy a vousy. Zkouškou projde a je připravován na svou vládu. Nejdřív bojuje se svou babičkou, pak je vyslán do divočiny, kde přežije krutou zimu díky tomu, že zabije tančícího tučňáka.
Když se vrátí na korunovaci, seznámí se s tančící Margo a požádá ji o ruku. Ta souhlasí a dá mu kombinaci od svého pásu cudnosti. Děj pak přeskočí o několik let, kdy Leonidas trénuje svého syna a dozvídá se, že přijel perský posel. Ten přijel, aby Sparťanům sdělil, že Xerxes chce obsadit jejich zemi. Leonidas se naštve a skopne ho do "jámy smrti", následují poslovi bodyguardi a další lidé (Britney Spears, Kevin Federline, Sanjaya Malakar, porotci American Idol), které Leonidas nemá rád.
Leonidas si pak vyžádá 300 vojáků k napadení Persie, ale druhý den ráno zjistí, že do armády bylo přijato pouze 13. Mezi ně patří Kapitán, jeho syn, Sonio a Dillo. Do armády chce i Paris Hilton, ale ta je odmítnuta kvůli svému znetvoření.
Spartská armáda se pak utká s perskou v tanci, soutěži Ber nebo neber a urážení svých matek a Sparta vyhraje. Sparťany pak ale zradí Paris Hilton a prozradí Peršanům polohu tajné cesty. Xerxes pak použije armádu vytvořenou pomocí počítačové animace.
Ve Spartě se mezitím snaží Margo získat pro Leonida posily. Snaží se k tomu využít Zrádčeru, připraví ho o panictví, ten jí slíbí podporu, ale na veřejnosti ji potom nevysloví. Margo a Zrádčera spolu pak bojují. Zrádčera se promění v Sandmana a Margo ho odstraní pomocí vysavače. Sparta tak pošle Leonidovi podporu.
Rozhodnutí o podpoře ale přijde pozdě a spartská armáda před perskou ustupuje. Bitva pak najednou vypadá pro Sparťany lépe, ale Peršané představí své tajné zbraně - Ghost Ridera (ten je rychle zneškodněn Soniou pomocí hasicího přístroje) a Rockyho, který zabije Sonia, ale je pak zabit Kapitánem. Ten je pak ale zabit oštěpem, který hodí Xerxes. Jeho smrt rozzuří Leonida a bitva přeskočí do formátu GTA, Leonidas začne vraždit vojáky, Xerxes utíká, ale najde Allspark z filmu Transformers a promění se v "Xerxestron". Toho se Sparťané začnou bát, ale přestane fungovat poté, co se kvůli krátké šňůře vypojí ze zásuvky a spadne… na zbylou spartskou armádu.